# 戴安娜 (電影)
《戴安娜》（英語：Diana）是奥利弗·西斯贝格在2013年執導的傳記片，内容是有關戴安娜王妃逝世前二年发生的事迹。
而本電影並非真實內容，而是根據在2001年，由凱特·斯雷爾作者《戴安娜：王妃最後的愛人》作為拍攝，以及由史提芬·杰弗里士編寫。演出角色，由妮奥米·瓦兹飾演戴安娜王妃。
全球首映禮，在2013年9月5日，在英國倫敦首映，而英國上映日期為2013年9月20日，香港和澳門上映日期為2013年10月17日。
由於題材比較敏感，英國皇室成員、心臟手術醫生哈斯纳特·汗和多迪·法耶兹父親穆罕默德·法耶兹不會接受出席這項首映禮（也就是在2013年9月5日於英國倫敦）。

## 演員
| 演員            | 角色                    |
| --------------- | ----------------------- |
| 妮奥米·瓦兹     | 戴安娜王妃              |
| 納瓦恩·安德魯氏 | 哈斯纳特·汗             |
| 卡斯·安瓦爾     | 多迪·法耶兹             |
| 羅倫斯·巴雷爾   | 威廉王子 (劍橋公爵)     |
| 哈利·賀蘭特     | 哈利王子 (薩塞克斯公爵) |
| 唐納仕·赫德格   | 保羅·保雷爾             |

## 製作過程
而本電影並非真實內容，而是根據在2001年，由凱特·斯雷爾作者《戴安娜：王妃最後的愛人》作為拍攝，以及由史提芬·杰弗里士編寫。演出角色，由妮奥米·瓦兹飾演戴安娜王妃。
而本片中戴安娜和多迪在家族遊艇上，名為「祖尼凱爾」，便租用了「依蘭特公主」45米豪華頂級遊艇去進行拍攝。

## 內容
這個傳記電影是在她最近二年，和威爾斯親王查爾斯(查爾斯三世)離婚。而她的關係也敍述了心臟手術醫生哈斯纳特·汗和多迪·法耶兹。
同時也詳細了解有關二人事例。

## 外部連結
- 互联网电影数据库（IMDb）上《戴安娜》的资料（英文）